# Elkerzee
Elkerzee (51° 44′ N, 3° 51′ L) é uma cidade dos Países Baixos, na província de Zelândia. Elkerzee pertence ao município de Schouwen-Duiveland, e está situada a 24 km, a oeste de Hellevoetsluis.